# Великий ураган 1780 года
Вели́кий урага́н 1780 года, также известный как урага́н Сан-Каликсто II, — самый смертоносный ураган за всю историю наблюдения североатлантического бассейна. Жертвами урагана, бушевавшего с 10 по 16 октября 1780 года, стали не менее 22 тысяч человек на Малых Антильских островах Карибского моря. Точные данные о траектории и силе урагана неизвестны, поскольку базу данных по ураганам начали вести только с 1851 года.
Когда ураган обрушился на Барбадос, порывы ветра, вероятно, превышали 320 км/ч. Затем стихия прошла через Мартинику, Сент-Люсию и Синт-Эстатиус, на каждом из которых фиксировались тысячи погибших. Поскольку ураган случился во время Американской революции, он серьёзно потрепал находящиеся в регионе флоты Франции и Великобритании. Затем ураган прошёл рядом с Пуэрто-Рико и над восточной частью острова Гаити, где нанёс сильный ущерб в прибрежных районах. После этого ураган повернул на северо-восток и в последний раз наблюдался 20 октября к юго-востоку от острова Ньюфаундленд.
Число жертв Великого урагана было больше, чем за любое десятилетие атлантических ураганов и существенно больше, чем от урагана Митч (второго по разрушительности урагана в истории региона). Великий ураган был частью бедственного сезона атлантических ураганов 1780 года, два других крупных урагана которого также случились в октябре.

## Метеорологическая история
Этот ураган впервые был встречен судном в восточной части Карибского моря, но он мог развиться в начале октября в восточной части Атлантического океана у островов Зеленого Мыса. По мере медленного продвижения на запад ураган усиливался и вырос в размерах и поздно вечером 9 октября начал влиять на погоду на Барбадосе. Вечером 10 октября страшный ураган пронёсся над островом. Утром 11 октября ураган повернул на северо-запад примерно в 90 км от восточного берега Сент-Люсии и к ночи приблизился к острову Мартиника. Когда циклон прошёл к юго-западу от Доминики и обрушился на Гваделупу утром 12 октября, он начал постепенно стихать.
После Гваделупы ураган повернул на северо-запад-запад и прошёл примерно в 145 км к юго-западу от острова Сент-Китс, приближаясь к Пуэрто-Рико. 14 октября он подошёл к южному берегу острова, повернул на северо-запад, пройдя по острову и проливу Мона, и вышел на остров Гаити в районе современной провинции Самана. Вечером 15 октября ураган ушёл в Атлантический океан и, пройдя в 260 км к востоку от острова Гранд-Терк, повернул, как предполагают, на северо-восток. После этого Великий ураган прошёл 18 октября в 240 км к юго-востоку от Бермудских островов и через два дня наблюдался примерно в 475 км к юго-востоку от Кейп-Рейс, Ньюфаундленд.
На северо-востоке Флориды 19 октября наблюдались сильный ветер и высокие волны. Существует современная версия, что ураган прошёл к этому южному штату гораздо ближе, чем предполагали ранее. Подобные явления также могли быть обусловлены влиянием другого урагана на западе Карибского моря. Из-за недостаточности данных точный путь Великого урагана неизвестен.

## Нанесённый ущерб
Великий ураган бушевал возле Барбадоса в течение 8 часов, вызывая ветра, которые по словам очевидцев были «столь оглушающими, что люди не слышали собственного голоса». Ветер сдирал кору с деревьев перед тем, как их все повалить. Это явление не наблюдалось ни в одном из наиболее сильных современных тропических циклонов, поэтому по оценкам метеоролога доктора Хосе Милласа, если предполагать, что это сделали только ветер и дождь, то скорость ветра должна была превышать 320 км/ч. Ветер также уничтожил все дома и фортификационные постройки на острове, а также сорвал большинство кораблей с мест их швартовки и подбрасывал тяжёлые корабельные пушки на высоту до 100 футов (30 метров). Стихия привела к гибели около 4,5 тыс. человек на острове Барбадос.
На острове Сент-Винсент ураган уничтожил 584 из 600 строений Кингстауна. У острова Гренада разбились 19 голландских кораблей. На Сент-Люсии большие волны и штормовой нагон воды в порту Кастри уничтожил флот британского адмирала Джорджа Родни, причём один из кораблей нанёс ущерб городской больнице, будучи выброшен на неё. Ураган уничтожил в Кастри все строения кроме двух и унёс жизни около 6 тыс. человек на этом острове.
Сорок кораблей французского флота, принимавшего участие в войне за независимость США, были опрокинуты ураганом у берегов Мартиники, в результате чего утонуло 4 тыс. солдат. Великий ураган вызвал штормовой нагон воды высотой 7,5 метров, который смыл все дома в городе Сен-Пьер; число жертв на этом острове составило 9 тыс. человек. Серьёзный ущерб был нанесён островам Доминика, Гваделупа, Антигуа и Сент-Китс, хотя число жертв на этих островах неизвестно. Кроме того, на берега Сент-Китса было выброшено множество кораблей. На острове Синт-Эстатиус штормовая волна привела к гибели от 4 до 5 тыс. человек.
Значительные разрушения были отмечены на юге Пуэрто-Рико, в основном в городах Кабо-Рохо и Лахас. Пострадала и восточная часть острова Гаити, где теперь находится Доминиканская Республика. В районе Бермуд ураган посадил на мель 50 судов.